# Manzhouli flygplats
Manzhouli Airport är en flygplats i Kina. Den ligger i den autonoma regionen Inre Mongoliet, i den norra delen av landet, omkring 1 100 kilometer nordost om regionhuvudstaden Hohhot. Manzhouli Airport ligger 670 meter över havet.
Trakten runt Manzhouli Airport är nära nog obefolkad, med mindre än två invånare per kvadratkilometer. Närmaste större samhälle är Manzhouli, 8,2 km öster om Manzhouli Airport. Trakten runt Manzhouli Airport består i huvudsak av gräsmarker.
Genomsnittlig årsnederbörd är 459 millimeter. Den regnigaste månaden är juli, med i genomsnitt 134 mm nederbörd, och den torraste är februari, med 5 mm nederbörd.